# 玩具熊的五夜后宫：银之眼
《玩具熊的五夜后宫：银之眼》（英文：Five Nights at Freddy's: The Silver Eyes）是2015年出版，由史葛·戈晃和琪拉·布里德·鲁依斯莉（Kira Breed-Wrisley）共同写作的神秘恐怖小說。此小说参考自戈晃最畅销的恐怖游戏系列“玩具熊的五夜后宫” ，并被承认和故事世界观相同，但故事不同。在2017年6月27日，一本名为《玩具熊的五夜后宫：扭曲的事物》的续作开始发售。
在发售后，这本书成功成为了青年平装书分类中紐約時報暢銷書榜的第一名。

## 剧情
在1995年，17岁的夏綠蒂（绰号查莉）回到她在犹他州里哈里肯的家乡来参与给她那在十年前逝世的同学兼朋友麦可·布魯克斯的奖学金颁发。她和她的童年朋友——洁西卡、约翰、卡尔顿、拉马尔、玛勒和玛勒的弟弟杰森再度聚在一起，而他们打算再度回到麦可逝世的地方：“费斯熊佛莱迪的披萨餐厅”，一个查莉爸爸曾经拥有的家庭餐厅。一个未建成的购物商场建在了那餐厅的地方，但在进行深入的调查后发现餐厅没被摧毁，而商场建在其周围。闯入后，她们探索了废弃的餐厅并找到了那里的由查莉爸爸设计制作的象征机械玩偶——费斯熊佛莱迪、兔子邦尼和奇卡留在了那里。
隔天，查莉和她的朋友参加了在她们的老学校的奖学金颁发仪式，而麦可的父母给了一段关于他的演讲。之后，约翰像查莉坦白他记得他在麦可死亡当天在费斯熊佛莱迪的披萨餐厅看到了一个穿着黄色佛莱迪装束的怪人，而现在他怀疑那个人就是殺了麥可的凶手。当晚，查莉、洁西卡、约翰和卡尔顿回到了餐厅，拉马尔、玛勒和她11岁弟弟杰森也随着过来。他们发现了仍在运作的能够让机器人卡鸡的控制台，而查莉也找到了第四个机器人——海盗狐狸霍斯，它曾经用其钩子弄伤了她的手臂，并且如果当时她没有走开，这个事件就会杀了她。第二天早上，困扰了之前的时间，查莉在回到哈里肯之前告诉约翰她爸爸曾经有着另一个名为“弗雷德熊的家庭餐厅”的餐厅，但是其有着两个表演机器人，即黄色版本的佛莱迪和邦尼（弗雷德熊和弹簧邦尼）。
约翰载查莉来到了一家在新哈莫尼的废弃餐厅，她想起她的弟弟山米曾被某个穿着邦尼套装的人诱拐，使餐厅开始倒闭并使查莉的父母离婚。她怀疑山米的诱拐和麦可的谋杀是有联系的。当年下午，她们一行人再度回到费斯熊佛莱迪的披萨餐厅，但被商场的警卫戴维逮到，被他恐吓要报警。查莉让代为和她们一起探索餐厅，而他接受了。在里面，他们在玩着控制台，而在她们分心时戴维拿回了一个黄色邦尼套装并诱拐了卡尔顿，不过被杰森发现了。她们逃离了餐厅并找来了邓恩警官，却发现餐厅的门在她们离开时用锁链锁上了。卡尔顿的爸爸克莱·伯克警官不相信她们的故事，并猜测卡尔顿在恶作剧。查莉之后和约翰聊起她的父亲；他在麦可被杀后收起了餐厅并犯了自杀，使很多人怀疑他就是杀手。
邓恩警官隔天回到了商场来搜索餐厅，却被戴维攻击并杀死。查莉和约翰来到图书馆查找“弗雷德熊的家庭餐厅”的历史，并找到了一个关于山米的右拐时间的旧报纸文章，里头有着戴维的相片，新闻将其称为了餐厅的拥有者之一。在餐厅，戴维将卡尔顿困在了其中一个套装里，并解释其中几个可以通过一系列的名为“弹簧锁”的弹簧机械转换成机器人。如果这些锁在某人穿着套装时触发的话，这些金属零件就会将穿戴者粉碎至死。戴维的真实身份为威廉·阿夫顿，两间餐厅的拥有者之一。他是杀死了山米、麦可和其他四名小孩的疯狂精神病患。
杰森逃离后，尝试被闯进餐厅找他的卡尔顿、查莉、约翰、拉马尔、洁西卡和玛勒拯救。在找到卡尔顿后，查莉破解了弹簧锁并将他从装束救出来。在他们寻找着出口时，四个机器人却突然活了起来并在餐厅四处追赶她们。威廉揭露这些机器人是由他的受害者那报复心重的灵魂所控制，并夸口说他们会追捕并杀死任何侵入者。查莉一群人尝试躲在派对房里，但所有四只机器人包围了他们。不过，他们却因第五个机器人的来到而停止，该机器人为来自弗雷德熊的家庭餐厅的黄色佛莱迪，之后查莉发现其是由麦可的灵魂所控制。他们之后甚至也发现机械玩偶其实是想要从阿夫顿保护他们。黄色佛莱迪允许他们离开，而伯克警官也抵达寻找不见的邓恩警官。威廉穿着黄色邦尼的装束攻击，但查莉很快启动了其弹簧锁，杀死了他。在机器人们将威廉的尸体带走后，伯克警官手下不留情地闯入护送所有人离开商场。查莉一行人在隔天早上各走各路回到他们的家乡，在离开哈里肯之前，查莉探访了她爸爸的坟墓，想起了她在小时候与她爸爸度过的快乐日子。

## 发展
在2015年11月11日，史葛·戈晃在他的网站发布了一张给一个即将来临的无标题小说的预告图。根据他的说法，这个小说是“于前十个月在专业作家旁边”所写出并“扩张了迷思”，揭露出“之前从未在游戏见过的人类要素”。在12月15日，戈晃劫掠了这本书的标题。这本书原本被命名为《玩具熊的五夜后宫：未说出的故事》（英文：Five Nights at Freddy's: The Untold Story ），但在之后很快就重新命名了。这本书原本应于2015年12月22日在Kindle出售，但因亚马逊系统的一个错误，它在之后稍微提早在2015年12月17日发售。其平装书的版本由学乐集团出版并在2016年9月27日发售。

## 回响
虽然《玩具熊的五夜后宫：银之眼》在发售后获得了轰动性的成功，但卻遭受了粉絲們的大量批評。根据Design and Trend，其起因是由于一名粉丝得到这本小说时带着小说能够解答游戏中的秘密这样的希望。不过，他之后非常失望，因为对他来说，这本书根本与游戏一点关系也没有。

因此，粉丝开始投诉这本书的故事与游戏故事产生了冲突，戈晃之后回复：
“游戏和这本书应该被看作是分开的连贯性，即使它们分享了许多相同的要素。所以，对，这本书是标准的，就和游戏一样。这并不代表他们必须要像两个拼图块一样组合在一起。这本书是玩具熊的五夜后宫故事的另一个想象，如果你进入这样的一个心态，我觉得你真的会喜欢。”
Design & Trend猜测根据戈晃的表示，书本和游戏两个应被分开的享受，意思就是那些还没玩玩具熊的五夜后宫游戏系列的人还是可以应付发生在银之眼的事件。
引用银之眼应该如何改进，Latin Post表示“可能，如果戈晃会依据粉丝的要求并在梳理揭露一些线索的话会比较好。玩具熊的五夜后宫是个不能够轻松完成的游戏。充满着挑战和拼图，其测试着一个人的策略努力游玩和生存。其困难程度是一种不应该被破坏的东西。这就是为什么这么多人希望在书中找到答案。如果书中解释了一些游戏中的谜团的话，戈晃就会给他的玩家们一个好感。如果他做到的话，他的粉丝肯定会喜欢。”
往好的方面看，Kevin Anderson & Associates称赞戈晃和他们专属的伙伴布里德·鲁依斯莉写出这本书。他们评论其有着“令人奋起的叙述以及活生生的步伐”，一种“在主角查莉在犹他州，哈里肯最可怕的杀人事件十周年时回到她家的当儿带你进入主角查莉的世界。”在结尾，他们说：“三部曲的第一本书《玩具熊的五夜后宫：银之眼》让粉丝们更加饥饿。我们对史葛和琪拉厉害的成就感到骄傲并等着在接近的未来庆祝更多。”
这本书在青年平装书分类中的紐約時報暢銷書榜蟬聯榜首4週。

## 续作
《玩具熊的五夜后宫：扭曲的事物》是第二本由戈晃和布里德·鲁依斯莉写作的小说。其为银之眼的直接续作，其发生在一年之后。这本小说首次是在2017年早期在亚马逊被发现到，开始争论该产品的真实性。之后，戈晃确定了该小说是官方的。这本书在一些书店提早发售，但在2017年6月27日公开发售。故事描述了主角查莉“有着全新的开始”，但在尝试继续前进时发现自己“回到了她爸爸那恐怖的创造物的世界”。
而《玩具熊的五夜后宫：第四个衣柜》也是这本书的第二本续作，同时也是系列的最终作。《第四个衣柜》于2018年6月26日发售，讲述了约翰一行人对查莉的死亡以及再度陆续开始发生的小孩失踪事件，解释所有前作的谜团。